# Bieździada
Bieździada – potok górski, prawobrzeżny dopływ Wisłoki, płynie w powiecie jasielskim.
Potok Bieździada, wypływa ze źródła  w przysiółku „Kołkówka” w obrębie wsi Sowina. Płynie zasilany przez kilka bezimiennych strug i strumieni przez wieś Sowinę, Bieździadkę (zasilony przez Potok Bieździadka), Bieździedzę, Nawsie Kołaczyckie i pod Kołaczycami wpada do Wisłoki.